# Мортимер, Джеффри
Джеффри Мортимер (англ. Geoffrey Mortimer; 1308/09 — между 1372 и 5 мая 1376) — англо-французский аристократ, сын Роджера Мортимера, 1-го графа Марча, и Жанны де Женевиль, 2-й баронессы Женевиль в своём праве (suo jure). Унаследовал владения в Пикардии и стал основателем французской ветви рода.

## Биография
Джеффри принадлежал к одному из самых влиятельных родов Валлийской марки. Как младшему сыну ему было предназначено наследство бабки по матери, Жанны де Лузиньян, — земли во Франции. В юности Джеффри находился на континенте, где служил в качестве оруженосца (возможно, своим родственникам по женской линии Фиеннам). Поэтому, когда его отец примкнул к мятежу против короля Эдуарда II и потерпел поражение (1322), Джеффри в отличие от братьев избежал заключения. В 1323 году он унаследовал от бабки ряд сеньорий в Пикардии, за которые принёс вассальную присягу королю Франции Карлу IV.
Когда Роджер Мортимер бежал из тюрьмы и переправился на континент, Джеффри оказал ему помощь для продолжения борьбы с Эдуардом II. Он заложил свои владения французской короне за 16 тысяч ливров (1324), а в 1326 году сопровождал отца в его походе в Англию. Мортимерам удалось свергнуть короля, после чего Роджер, любовник королевы Изабеллы, стал фактическим правителем Англии. Джеффри, считавшийся его любимым сыном, обрёл большое влияние при дворе. 1 февраля 1327 года, на коронации Эдуарда III, Джеффри и его братья Эдмунд и Роджер-младший были посвящены в рыцари графом Генри Ланкастерским. В 1330 году Роджер передал этому своему сыну часть владений Эдмунда Вудстока, графа Кентского, казнённого за измену.
Осенью 1330 года Мортимер-старший был свергнут Эдуардом III и казнён. Сэр Джеффри оказался в заключении, но вскоре получил разрешение уехать в свои французские земли; все владения в Англии были конфискованы. Больше Мортимер не возвращался в Англию. Известно, что в 1349 году он судился с аббатством Сент-Максен из-за прав на сеньорию Кое, и Парижский парламент признал его вассалом аббатства. В 1363 году Мортимер принёс присягу Эдуарду, Чёрному принцу, как герцогу Аквитанскому за свои владения в Пуату. В 1365 году он продал два своих поместья Ги Оберу, сеньору де Бульбону.

## Семья
Джеффри Мортимер был женат на Жанне де Лезе. В этом браке родились сын Жан и по крайней мере две дочери. Потомки Мортимера по мужской линии владели землями в Пикардии до 1559 года, когда умер бездетным последний из них.